# Pavel Valoušek
Pavel Valoušek (ur. 19 kwietnia 1979 w Otrokovicach) – czeski kierowca rajdowy. W 2005 i 2006 roku występował w serii Junior WRC w Mistrzostwach Świata.
W 2002 roku Valoušek zadebiutował w Rajdowych Mistrzostwach Świata. Pilotowany przez Pierangela Scalviniego i jadący Mitsubishi Lancerem Evo 6 nie ukończył wówczas Rajdu Szwecji z powodu awarii silnika. W 2005 startował w serii Junior WRC Suzuki Ignisem S1600 i zajął w niej 11. miejsce z 10 punktami. W 2006 roku jadąc Suzuki Swiftem S1600 był 15. w Junior WRC. W Rajdzie Niemiec zajął 3. miejsce w JWRC. Od 2007 roku nie startuje w Mistrzostwach Świata.
Swój debiut w rajdach Valoušek zaliczył w 1999 roku w Rajdzie Kopna. W 2003 roku po raz pierwszy stanął na podium w Mistrzostwach Czech, gdy zajął 2. miejsce w Rajdzie Český Krumlov. W tym samym sezonie stanął też na podium w Rajdzie Bohemia. W 2008 roku był drugi w austriackim Rajdzie Jänner. W 2010 roku odniósł 2 zwycięstwa w krajowych mistrzostwach - wygrał Rajd Valašská i Rajd Šumava.

## Występy w mistrzostwach świata
| Sezon | Zespół           | Samochód                                        | 1      | 2       | 3       | 4             | 5    | 6         | 7      | 8         | 9         | 10        | 11      | 12              | 13        | 14              | 15            | 16              | Punkty | Miejsce |
| ----- | ---------------- | ----------------------------------------------- | ------ | ------- | ------- | ------------- | ---- | --------- | ------ | --------- | --------- | --------- | ------- | --------------- | --------- | --------------- | ------------- | --------------- | ------ | ------- |
| 2002  | Jolly Club       | Mitsubishi Lancer Evo 6 Mitsubishi Lancer Evo 7 | Monako | NU      | Francja | Hiszpania     | NU   | NU        | Grecja | Kenia     | NU        | Niemcy    | Włochy  | Nowa Zelandia   | Australia | Wielka Brytania |               |                 | 0      | -       |
| 2004  | Trumf Rally Team | Suzuki Ignis S1600                              | Monako | Szwecja | Meksyk  | Nowa Zelandia | Cypr | Grecja    | Turcja | Argentyna | Finlandia | Niemcy    | Japonia | Wielka Brytania | Włochy    | Francja         | NU            | Australia       | 0      | -       |
| 2005  | Trumf Rally Team | Suzuki Ignis S1600                              | 20     | Szwecja | 19      | Nowa Zelandia | 28   | Cypr      | Turcja | Grecja    | Argentyna | Finlandia | NU      | 23              | Japonia   | NU              | 23            | Australia       | 0      | -       |
| 2006  | Pavel Valoušek   | Suzuki Swift S1600                              | Monako | 25      | Meksyk  | Hiszpania     | NU   | Argentyna | 48     | Grecja    | 19        | 48        | Japonia | Cypr            | 32        | Australia       | Nowa Zelandia | Wielka Brytania | 0      | -       |